# Карраско, Брайан
 Брайан Пауль Карраско Сантос (исп. Bryan Paul Carrasco Santos; род. 31 января 1991[…], Сантьяго) — чилийский футболист, полузащитник.

## Биография
Родился и вырос в Побласьон-Хосе-Мария-Каро, Сантьяго. Карраско присоединился к юношеским рядам профессиональной команды «Аудакс Итальяно», когда ему было 10 лет в 2001 году.
Дебютировал за команду в премьер-лиге в возрасте 18 лет в матче против «Уачипато» 18 сентября 2009 года. Матч, проходивший на стадионе «Мунисипаль де Консепсьон», закончился со счётом 2:2. Тем не менее в том году он сыграл только три игры в турнире. Его первые голы за клуб были забиты, причём дважды, в победном матче (3:1) с «Универсидад де Консепсьон» на «Эстадиу де Ла-Флорида» в премьер-лиге 2010. В той же игре он был избран игроком матча по мнению комментаторов канала CDF. В 2012 году он впервые покинул родину и отправился в аренду в хорватский «Динамо» (Загреб).